# Aishō, Shiga
Aishō (愛荘町 Aishō-chō) là thị trấn thuộc huyện Echi, tỉnh Shiga, Nhật Bản. Tính đến ngày 1 tháng 10 năm 2020, dân số ước tính thị trấn là 20.893 người và mật độ dân số là 550 người/km2. Tổng diện tích thị trấn là 37,97 km2.